# Sociedade de Maria (Anglicana)
A Sociedade de Maria é uma sociedade devocional anglicana dedicada e sob o patrocínio de Maria, mãe de Jesus. Como afirma seu site, é um grupo de cristãos anglicanos "dedicados à Glória de Deus e à Santa Encarnação de Cristo sob a invocação de Nossa Senhora, Auxílio dos Cristãos". A Sociedade Anglicana de Maria não deve ser confundida com as duas ordens religiosas católicas romanas de mesmo nome, comumente chamadas de Maristas e Marianistas.

## Objetivos
Os objetivos declarados da sociedade são:
- Amar e honrar Maria
- Para espalhar a devoção a ela em reparação pela negligência e incompreensão do passado
- Tomar Maria como modelo de pureza, relacionamento pessoal e vida familiar

Os membros da sociedade mantêm uma regra de vida que inclui devoções marianas tradicionais (como o Angelus e o Rosário), intercessão pelos fiéis membros da sociedade que já partiram, participação na missa nas principais festas e solenidades marianas e envolvimento ativo no trabalho apostólico.

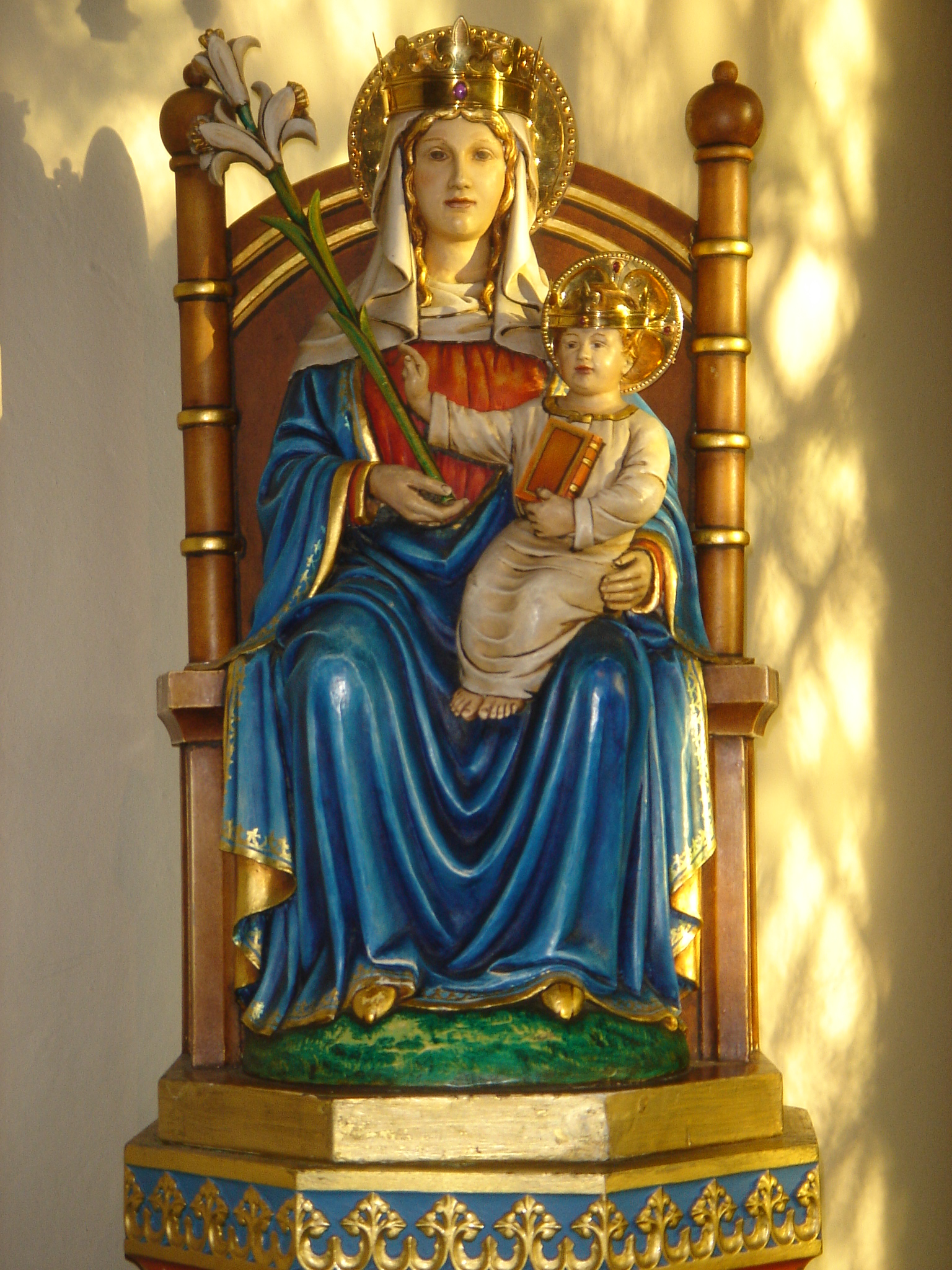
Nossa Senhora de Walsingham.

Nas localidades onde há vários membros, eles podem se reunir para formar organizações locais chamadas "alas" ou "células". Esses grupos se reúnem para oração e comunhão.
A revista da sociedade, chamada AVE, é publicada duas vezes por ano.

## História
A Sociedade de Maria começou em 1931 como a combinação de duas outras sociedades: A Confraria de Nossa Senhora (formada em 1880) e a Liga de Nossa Senhora (formada em 1902). A região americana da sociedade recebeu sua independência em 1962. Embora de origem anglicana, existem membros não anglicanos da sociedade e eles podem ser encontrados em todo o mundo. As principais organizações regionais estão na Inglaterra e nos Estados Unidos.

## Principais festivais da sociedade
- 2 de fevereiro: Purificação de Santa Maria, a Virgem
- 25 de março: Anunciação à Bem-Aventurada Virgem Maria
- 31 de maio: Visitação da Bem-Aventurada Virgem Maria
- 15 de agosto: Santa Maria, a Virgem ( A Assunção )
- 8 de setembro: Natividade da Bem-Aventurada Virgem Maria
- 15 de outubro: Nossa Senhora de Walsingham
- 21 de novembro: Apresentação de Maria
- 8 de dezembro: Conceição da Bem-Aventurada Virgem Maria